# Rostryggig visslare
Rostryggig visslare (Coracornis raveni) är en fågel i familjen visslare inom ordningen tättingar.

## Utbredning och systematik
Fågeln förekommer i bergstrakter på Sulawesi. Den behandlas som monotypisk, det vill säga att den inte delas in i några underarter.

## Status
IUCN kategoriserar arten som livskraftig.